# 사쿠 코이부
사쿠 안테로 코이부(핀란드어: Saku Antero Koivu, 1974년 11월 23일 ~ )는 핀란드의 은퇴한 아이스하키 선수이다. 현역 시절 포지션은 센터이며, 선수 시절 대부분을 내셔널 하키 리그(NHL)의 카나디앵 드 몽레알에서 보냈다. 핀란드 자국 리그인 SM 리가의 팀인 HC TPS에서 프로 선수 활동을 시작했으며, 이후 NHL 드래프트를 통해 카나디앵 드 몽레알에 지명되어 1995년부터 그 팀 소속으로 활동하기 시작했다. 이후 1999-2000 시즌부터 유럽 출신 선수로는 최초로 카나디앵의 주장을 맡았다. 그는 10년 동안 팀의 주장을 역임하여 장 벨리보와 함께 카나디앵의 최장 기간 주장 역임 기록을 세웠다. 이후 NHL의 팀인 애너하임 덕스에서 선수 생활을 마쳤다.